# La profecía de los justos
La profecía de los justos es una película mexicana dirigida y escrita por Manuel Carballo, estrenada en España el 29 de febrero de 2008 y el 9 de abril de 2010 en México.

## Sinopsis
Una guerra que se basa en la creencia de que existen unos guardianes del Apocalipsis, los justos, hombres que traspasan su calidad, y de cuya supervivencia dependería el inicio del Juicio Universal. Después de muchos años de lucha y enfrentamientos, queda un solo justo, Teo quien desconoce su destino y que tras un intento de asesinato, tiene que esconderse en el pequeño pueblo donde nació, acompañado de una joven que parece ayudarle y donde un viejo sacerdote parece tener la clave de lo que está ocurriendo. Perseguido por dos agentes de la policía y un clan de asesinos despiadados comandados por un enigmático anciano, Teo tiene que encontrar la verdad que lo pueda salvar. 

## Reparto
- Diego Martín como Teo.
- Ana Claudia Talancón como Miryam.
- Antonio Dechent como Inspector Montero.
- Raúl Méndez como Agente Ramírez.
- Pedro Armendáriz Jr. como Padre del Toro.
- Federico Luppi como El Hombre del Puzzle.
- Goya Toledo como Victoria.
- Brian Thompson como Shein.
- Carlos Arau como Cura.
- Cesar Arias como Padre Fiore.
- Iván Arriaga como Antoine.
- José Antonio Barón como Sacerdote.
- Mariana Beyer como Miryam de Niña.
- Marius Biegai como Judío Polaco.
- Humberto Busto como Joven Latino.
- Manuel Carballo como Director de La Pasión.
- Juan Manuel Espadas como Conserje.
- Sandra Fernández como Ejecutiva de La Pasión.
- Antonio Gaona como David.
- Pascal Greub como Lamed-Oficial SS.
- Diego Jáuregui como Forense.
- Flavio Lezcano como Hombre de Negro.
- Pilar Ixquic Mata como Enfermera.
- Mildred Motta	 como Asistente.
- Karina Oliverio como Secretaria del Anciano.
- Conrado Osorio como Gimel.
- Ariane Pellicer como Comadrona.
- Damayanti Quintanar como Enfermera joven.
- Darío Ripoll como Ordenanza.
- Rodrigo Vázquez como Joven Cura.
- Antonio de la Vega como Max.
- Rocío Verdejo como Madre de Teo.
- Eduardo Victoria como Longinos.
- Alejandro Villeli como Hombre Barbudo.
- Florent Vitse como Camarero.
- Rubén Zamora como Padre del Toro (joven).
- Fidel Zerda como Agente.